# Legend of Chin
Legend of Chin var Switchfoots första album och kom ut 1997.

## Låtlista
1. "Bomb" - 2:45
2. "Chem 6A" - 3:11
3. "Underwater" - 3:46
4. "Edge of My Seat" - 2:45
5. "Home" - 4:02
6. "Might Have Ben Hur" - 2:38
7. "Concrete Girl" - 5:05
8. "Life and Love and Why" - 2:53
9. "You" - 4:13
10. "Ode to Chin" - 2:13
11. "Don't Be There" - 4:22